# Polígono Sur (Sevilla)
El Polígono Sur es un conjunto de barrios de corte obrero al sur de la ciudad de Sevilla (Andalucía, España). Engloba los barrios de Paz y Amistad, Antonio Machado, Martínez Montañés, Las Letanías, Murillo (conocido popularmente como Las 3000 Viviendas) y La Barriada de la Oliva.
Tiene una población aproximada de 50.000 personas, una superficie de 145 hectáreas y unas 7000 viviendas, entre públicas (viviendas de alquiler protegido pertenecientes al Parque Público de EPSA) y privadas.

## Historia

### Génesis del polígono en España
En la década de 1940 se inicia en las grandes ciudades españolas un periodo que cambia su morfología y estructura. El crecimiento demográfico, que se producirá hasta los años 60 y 70, conlleva que algunas ciudades andaluzas tripliquen su población.
Para afrontar esto, se optó de forma sistemática por un criterio en el que primaba razones de oportunidad, en función de la disponibilidad de suelo, en vez de un plan urbanístico general.
Estos conjuntos, en muchos casos denominados barriadas para distinguirlos de los barrios tradicionales, son promovidos por la Obra Sindical del Hogar y los patronatos religiosos y municipales. Presentan, por lo general, una calidad desigual. Aunque en ese momento sus densidades son moderadas, si supusieron un cambio morfológico, un elemento de transición entre las tramas tradicionales de manzana cerrada y discontinuidad constructiva hacia una arquitectura uniforme. 
Esta etapa entre 1940-1950, supuso un crecimiento basado en bloques de cierta altura que se dispone en manzanas cerradas tradicionales donde los accesos a las viviendas se relacionan directamente con la calle reservándose el interior para las áreas de servicio. El conjunto de los bloques así dispuestos formalizan barrios de manzanas con calles definidas por las alineaciones de fachadas, con cierta semejanza a la ciudad tradicional.
Sin embargo, en el periodo entre 1950-1960, surgen los postulados relativos al soleamiento, ventilación rapidez y urgencia de la construcción, para atender al crecimiento poblacional. Se requerirá una disposición más libre de los bloques de viviendas, será preferible mantener la orientación óptima o la regularidad de la planta a mantener las alineaciones viales continuas. 

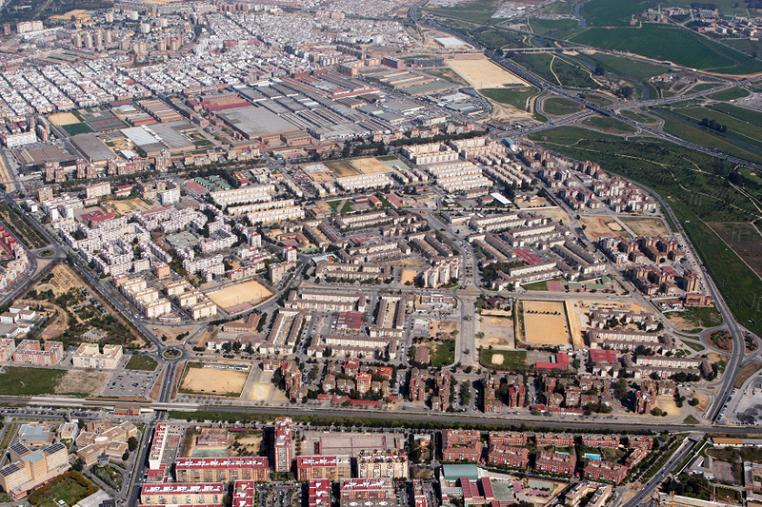
Vista área del Polígono Sur. Año 2008. Sevilla.

Es decir, la edificación comienza a seguir únicamente sus reglas compositivas sin que el acceso a las viviendas (por ejemplo, zonas de aparcamiento) tenga por qué condicionarlas. Esta nueva forma de construir los nuevos barrios residenciales de iniciativa pública se caracteriza por la sustitución del concepto "calle-edificio" por el de "espacio libre-edificación". Se diluye el concepto de fachada principal y trasera (interior de la manzana): los espacios entre bloques quedan definidos por la fachada delantera de uno y la trasera del siguiente.
Este modelo de crecimiento, planteado desde la Administración y denominado "polígono", tuvo un carácter unitario y cierta dimensión. Estaban concebidos como áreas monofuncionales destinadas a cubrir las demandas de vivienda. Es entonces cuando el tejido urbano se densifica con una estructura viaria jerarquizada y bloques en altura, en muchos casos repetitivos, con una gran economía de recursos, faltos de servicios, equipamientos, espacios verdes, y una estructura viaria inadecuada a las necesidades urbanas.
Según el experto en urbanismo Benet Correa, con el franquismo no hubo una política de coordinación entre la arquitectura y el planeamiento urbanístico. Además, a lo largo del siglo XX, se produjo en todo el mundo un proceso de "terciariación" de las ciudades. Los centros se convirtieron en zonas repletas de oficinas y los ciudadanos pasaron a residir en la periferia.
Estos grandes polígonos se edificaron en todas las grandes ciudades andaluzas. Estos son los casos de Almanjáyar, en Granada; los polígonos Norte, San Pablo y Sur, en Sevilla; Palma Palmilla, en Málaga; San Sebastián en Huelva, El Puche, en Almería; o La Paz, en Cádiz.

### Singularidades y situación

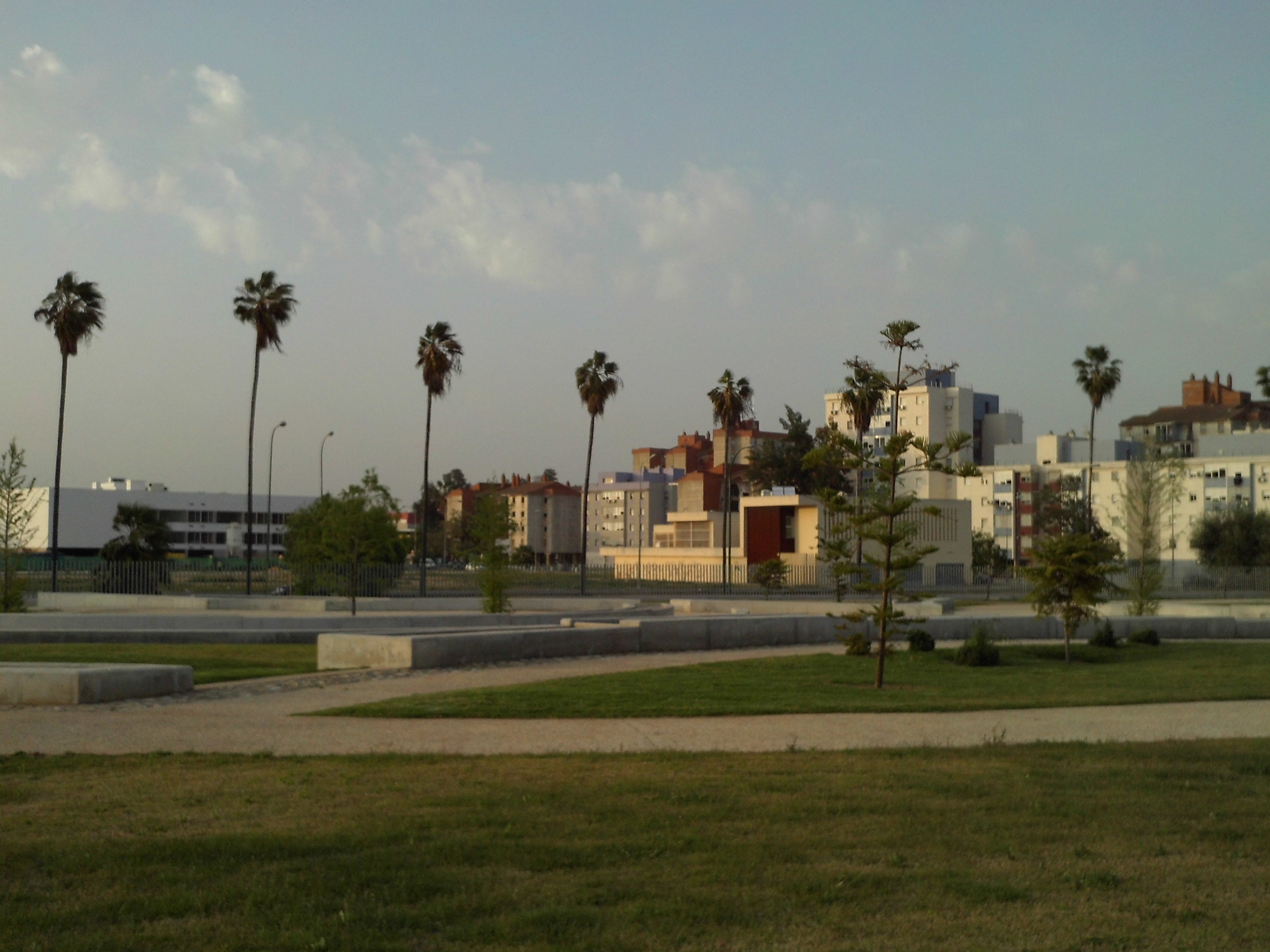
Bloques del Polígono Sur desde el parque del antiguo cauce del Guadaíra.

En este periodo, estas actuaciones se realizan en numerosas ciudades por el propio Estado o por los patronatos municipales.
La construcción del Polígono Sur la realiza el patronato municipal del Ayuntamiento de Sevilla a partir de 1968. Esta se concluyó en 1977. Se realizó a través de las concesiones que realizaba el Ministerio de Vivienda a los distintos ayuntamientos.

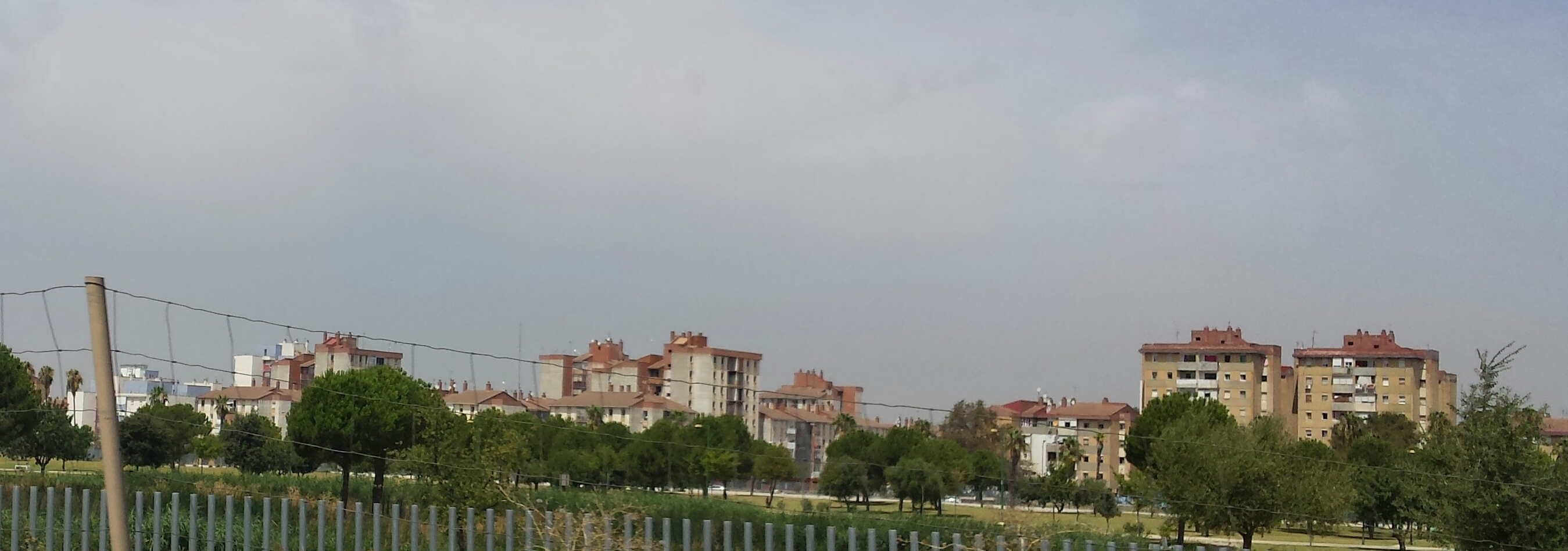
Martínez Montañés desde la ronda de circunvalación SE-30

Ya desde el inicio, comenzó a considerarse una zona insegura. Acogió a personas provenientes de zonas chabolistas como La Corchuela o El Vacie, y otras que deseaban mejorar de vivienda como Torreblanca de los Caños y Los Pajaritos, adjudicándose en su momento los pisos en régimen de propiedad aplazada.
A finales de los años setenta, y con el aumento de nivel de vida, se va introduciendo la iniciativa privada. El ámbito territorial de las actuaciones edificatorias aumenta. Ya no se trataba de "tres mil viviendas", como popularmente se conocía a este barrio, sino de una extensión mayor de espacio urbanizado y de viviendas. Se produce un aumento de las actuaciones especulativas: barrios de bloques de alta densidad en los que rápidamente se abandonan las tipologías menos rentables de doble crujía, siendo sustituidas por los bloques de cuatro crujías (bloques en H), quedando en el olvido los postulados de orientación, soleamiento etc., que habían sido parte del origen de estos nuevos modelos residenciales de los años sesenta.
El resultado de todas estas transformaciones lo podemos verificar actualmente en el propio Polígono Sur: un crecimiento cuantitativo de mayor extensión, en situación periférica, y mal conectado con el centro urbano, de gran variedad morfológica y con una fuerte segregación funcional y social. Esto iba ligado al hecho de que el Polígono Sur asumía población proveniente de los poblados chabolistas de la periferia sevillana. El Polígono Sur es, además, aislado de otros barrios en un par de flancos por las vías del tren y una carretera.
Apenas diez años después de la entrega de los primeros bloques, la mayoría de los pisos carecían de sus servicios originales, como agua o los ascensores, que ya no estaban operativos porque habían sido objeto de actuaciones vandálicas. Este tema refuerza la idea de que la regeneración urbana física debe acompañarse de medidas sociales, formación, educación y empleo. La marginalidad era producto de la concepción del barrio, donde se daba una solución urgente al chabolismo desde una visión exclusivamente residencial.
En el año 2003, productores franceses y españoles realizaron un documental titulado Polígono Sur (El arte de Las Tres Mil), que hace hincapié en las situaciones marginales o pintorescas del barrio en aquel entonces y, sobre todo, se centra en la afición al flamenco de los vecinos.
En la actualidad existen una serie de medidas en marcha desde las administraciones públicas para mejorar la zona. Estas medidas están resumidas en un plan llamado Plan Integral del Polígono Sur.
Desde 2016, el Polígono Sur está dotado de accesos a un parque que se realizó sobre antiguo cauce del Guadaíra. Este parque comienza junto al Polígono Sur y finaliza al oeste, en el barrio de Los Bermejales.